# Skugriewo (rejon diemidowski)
Skugriewo (ros. Скугрево) – wieś (ros. деревня, trb. dieriewnia) w zachodniej Rosji, w osiedlu wiejskim Titowszczinskoje rejonu diemidowskiego w obwodzie smoleńskim.

## Geografia
Miejscowość położona jest nad jeziorem Diwo, 3,5 km od drogi regionalnej 66N-0505 (Diemidow – Chołm), 22 km od centrum administracyjnego osiedla wiejskiego (Titowszczina), 21 km od centrum administracyjnego rejonu (Diemidow), 50,5 km od stolicy obwodu (Smoleńsk), 52 km od granicy z Białorusią.
W granicach miejscowości znajdują się ulice: Diwskaja, Lesnaja.

## Demografia
W 2010 r. miejscowość zamieszkiwały 4 osoby.

## Historia
W czasie II wojny światowej od lipca 1941 roku wieś była okupowana przez hitlerowców. Wyzwolenie nastąpiło we wrześniu 1943 roku.
Na mocy uchwały z dnia 28 maja 2015 roku wszystkie miejscowości (w tym Skugriewo) zlikwidowanej jednostki administracyjnej Pieriesudowskoje weszły w skład osiedla wiejskiego Titowszczinskoje.